# The Tomb (conto)
The Tomb, corretamente traduzido para português como "A Tumba" é um conto escrito por H.P. Lovecraft em 1917, mas que só foi publicado em 1922. O gênero da obra fictícia é mais centrado no suspense, embora mantenha elementos de terror, acima de tudo, psicológico. Na trama é possível acompanhar a experiência da vida de Jervas Dudley, a qual o fez ser internado em um hospital psiquiátrico (hospício).

## Enredo
Neste conto, H.P. Lovecraft faz seu protagonista, Jervas Dudley, narrar em primeira pessoa os episódios que o levaram à internação por motivos mentais. "Dudley" informa que perto de sua casa existe um vale arborizado onde passava boa parte do tempo. Pelas suas encostas, na parte mais escura do declive há uma tumba de uma antiga família. Dudley fora capaz de encontrar a chave que lhe deu acesso à tumba, a qual explorou, vindo a  descobrir não só artefatos como também conhecimentos históricos que, pelo descrito na obra, seriam de difícil conhecimento público. Chegando às profundezas da tumba, o protagonista encontrou um artefato com algo escrito, e o que nele estava escrito fez Dudley simultaneamente estremecer e rir... 
Daí em diante a obra centra-se em contar os episódios de "visitas" à tumba por parte de Dudley, bem como seus esforços para não permitir que sua família (pai e mãe, dado que é filho único) se interasse de seu peculiar hábito. No fim é "parcialmente" descoberto, embora consiga manter suas "visitas" mesmo assim, até que uma dessas se torna um "pesadelo", com eventos que foram de mal a pior, e graças aos quais a chave que lhe permitia abrir a entrada para a tumba se perdera, impossibilitando-o de provar no exato instante suas alegações, desembocando na internação do protagonista. Apesar de estar internado, Dudley mantem-se firme em rejeitar sua suposta loucura, pois, as ações de um empregado seu, comprovariam sua sanidade: segundo o protagonista, um empregado (serviçal), ao quebrar o cadeado que mantinha a entrada para a tumba e, ato seguido, explora-la encontrou e confirmou a existência não só do tal artefato descrito pelo próprio Dudley, como também a existência da inscrição.

## Crítica
Embora H.P. Lovecraft seja considerado um prodigioso escritor (e de fato é justo que o seja), ainda mais pelo público que gosta do gênero terror, este conto é um tanto despretensioso: sua premissa é muito interessante; contudo, a forma como os eventos são narrados, nem tanto; posto que, embora a narração em primeira pessoa gere, nas obras de H.P. Lovecraft, mais imersão para o leitor, neste conto seu protagonista é muito insosso, deixando o próprio texto igualmente tedioso, além do fato da reviravolta final ser bastante óbvia. Para exemplificar o que foi dito, o autor até tenta fazer um suspense sobre o que está escrito no artefato encontrado, por assim dizer, no fim da tumba; contudo, era muito evidente o que estava escrito, de tal modo que quem lê o conto não tem qualquer surpresa ao chegar no fim do mesmo, quando a inscrição é revelada, pois se trata de algo já esperado. Caso não tivesse deixado tão evidente esse detalhe, a leitura seria menos enfadonha, apesar de que a narração, mantida como está, ainda seria bem mediana ao longo de todo o conto.

## Ver Também
- Lista de obras de H. P. Lovecraft